# رومان ویلخلمی
رومان زجیسواو ویلخلمی (لهستانی: Roman Zdzisław Wilhelmi؛ ۱۹۳۶ – ۱۹۹۱) هنرپیشه سینما و تئاتر اهل کشور لهستان بود. شهرت وی به خاطر بازی در دو سریال محبوب لهستانی در دههٔ ۸۰ میلادی است.
از فیلم‌هایی که وی در آن نقش داشته است می‌توان به خیابان فرعی ۴، چهار تانکچی و یک سگ، شاپرک و شکنجه اشاره کرد.